# L'Oiseau blessé d'une flèche
L'Oiseau blessé d'une flèche est la sixième fable du livre II de Jean de La Fontaine situé dans le premier recueil des Fables de La Fontaine, édité pour la première fois en 1668. La fable a été mise en musique par Heitor Villa-Lobos en 1922 et par Marcelle de Manziarly en 1935. Il s'est inspiré d'Esope pour écrire cette fable.
Mortellement atteint d'une flèche empennée ,

Un Oiseau déplorait sa triste destinée,

Et disait, en souffrant un surcroît de douleur :

Faut-il contribuer à son propre malheur !

         Cruels humains ! Vous tirez de nos ailes

De quoi faire voler ces machines mortelles.

Mais ne vous moquez point, engeance sans pitié :

Souvent il vous arrive un sort comme le nôtre.

Des enfants de Japet toujours une moitié

               Fournira des armes à l'autre.
— Jean de La Fontaine, Fables de La Fontaine, L'Oiseau blessé d'une flèche